# 沃尔弗比特
沃尔弗比特（德語：Wölferbütt，發音：[ˈvœlfɐˌbʏt]）是德国图林根州瓦特堡县曾经的一个市镇，面积4.6平方千米，2012年12月31日人口为376人。2013年12月31日，沃尔弗比特所属的法哈管理共同体解散，其与另外2个成员市镇并入市镇法哈。